# Eostaffellina
Eostaffellina es un género de foraminífero bentónico normalmente considerado un subgénero de Eostaffella, es decir, Eostaffella (Eostaffellina) de la subfamilia Pseudostaffellinae, de la familia Ozawainellidae, de la superfamilia Fusulinoidea, del suborden Fusulinina y del orden Fusulinida. Su especie tipo es Eostaffella protvae. Su rango cronoestratigráfico abarca desde el Serpujoviense medio (Carbonífero inferior) hasta el Moscoviense (Carbonífero superior).

## Discusión
Clasificaciones más recientes incluyen Eostaffellina en la subfamilia Eostaffellinae, de la familia Eostaffellidae, de la superfamilia Ozawainelloidea, y en la subclase Fusulinana de la clase Fusulinata. Clasificaciones más recientes incluyen Eostaffellina en la familia Pseudostaffellidae.

## Clasificación
Eostaffellina incluye a las siguientes especies:
- Eostaffellina actuosa †, también considerado como Eostaffella (Eostaffellina) actuosa
  - Eostaffellina actuosa subsymmetrica †, también considerado como Eostaffella (Eostaffellina) actuosa subsymmetrica †
- Eostaffellina characteris †, también considerado como Eostaffella (Eostaffellina) characteris †
- Eostaffellina decurta †, también considerado como Eostaffella (Eostaffellina) decurta
- Eostaffellina inconstans †, también considerado como Eostaffella (Eostaffellina) inconstans †
- Eostaffellina monstruosa †, también considerado como Eostaffella (Eostaffellina) monstruosa †
- Eostaffellina ovalis †, también considerado como Eostaffella (Eostaffellina) ovalis †
- Eostaffellina ovoidea †, también considerado como Eostaffella (Eostaffellina) ovoidea †
- Eostaffellina ovoideaformis †, también considerado como Eostaffella (Eostaffellina) ovoideaformis †
- Eostaffellina paraprotvae †, también considerado como Eostaffella (Eostaffellina) paraprotvae †
  - Eostaffellina paraprotvae ovaliformis †, también considerado como Eostaffella (Eostaffellina) paraprotvae ovaliformis †
- Eostaffellina protvae †, también considerado como Eostaffella (Eostaffellina) protvae †
- Eostaffellina pseudostruvei †, también considerado como Eostaffella (Eostaffellina) pseudostruvei †
- Eostaffellina schartimiensis †, también considerado como Eostaffella (Eostaffellina) schartimiensis †
- Eostaffellina subsphaerica †, también considerado como Eostaffella (Eostaffellina) subsphaerica †
- Eostaffellina vischerensis †, también considerado como Eostaffella (Eostaffellina) vischerensis †

Otra especie considerada en Eostaffellina es:
- Eostaffellina subsphaeroidea †, también considerado como Eostaffella (Eostaffellina) subsphaeroidea †, de posición genérica incierta